# Неа-Эритрея
Не́а-Эритре́я (греч. Νέα Ερυθραία) — город в Греции, северный пригород Афин. Расположен на Афинской равнине у подножия Пенделикона на высоте 310 метров над уровнем моря, в 15 километрах к северо-востоку от центра Афин, площади Омониас, и в 21 километре к северо-западу от международного аэропорта «Элефтериос Венизелос». Входит в общину (дим) Кифисья в периферийной единице Северные Афины в периферии Аттика. Население 18 038 жителей по переписи 2011 года. Площадь 4,831 квадратного километра.
Город был заселён беженцами с полуострова Чешме из области древнего города Эрифры после малоазийской катастрофы и греко-турецкого обмена населением. Был создан в 1928 году. В 1934 году создано сообщество (ΦΕΚ 12Α). В 1960 году произошло слияние Неа-Эритреи и Кастриона (Καστρίον ή Καστρί).
По северо-западной окраине города проходит автострада 1 Пирей — Афины — Салоники — Эвзони, часть европейского маршрута E75. Город пересекает проспект Венизелу-Элефтериу или Тисеос (Λεωφόρος Βενιζέλου Ελευθέριου ή Λεωφόρος Θησέως), продолжение проспекта Кифисьяс, часть национальной дороги 83.

## Население
| Год  | Население, человек |
| ---- | ------------------ |
| 1991 | 12 971             |
| 2001 | 15 972             |
| 2011 | ↗ 18 038           |